# Das Impressum
Das Impressum ist der 1972 erschienene, zweite Roman von Hermann Kant.

## Inhalt und Aufbau
Der Zeitverlauf des Romans umfasst nur etwa zwei Tage, ein großer Teil der Handlung wird in Rückblenden erzählt.
David Groth, Chefredakteur der Illustrierten Neue Berliner Rundschau (NBR), soll zum Minister ernannt werden. Er wehrt sich aber gegen das Vorhaben und möchte sich weiter auf seine bisherige Tätigkeit konzentrieren. Groth lässt aufgrund der Umstände weite Teile seines Lebens Revue passieren. Der 1927 Geborene stammt aus Ratzeburg. Seine Kindheit war geprägt von der Naziherrschaft, während der sein Vater zeitweise im KZ Dachau inhaftiert war und Zwangsarbeit leisten musste. Auch in der Schule hat David unter dem Regime zu leiden. Er durchläuft danach eine Büchsenmacherlehre und entwickelt sich parallel zum Experten für Militärgeschichte. Während des Krieges wird er selbst zur Armee eingezogen. 1948 beginnt seine Tätigkeit als Bote bei der NBR und mit den Jahren steigt der junge Mann innerhalb der Redaktion zu weiteren Positionen auf. Die strenge Herausgeberin Johanna Müntzer, deren verstorbener Mann noch für die AIZ arbeitete, unterstützt ihn dabei. Während seiner beruflichen Entwicklung kommt es in der Redaktion immer wieder zu neuen Kompetenzen und Machtpositionen, was sich auch an den Änderungen im Impressum widerspiegelt. Für Groth wird dies u. a. deutlich, als der Leiter der Botenabteilung in den Ruhestand geht und ihm eine Sammlung älterer Impressen übergibt, aus denen die Veränderungen innerhalb der Redaktion hervorgehen.
Parallel wird auch die Herkunft von Groths späterer Frau Franziska, genannt Fran, skizziert. Sie stammt aus der Magdeburger Börde, wo ihre Familie ein Fotografenatelier betrieb. Die junge Frau wählt ebenfalls diesen Beruf und lernt in Berlin Groth kennen. Als es fast zur Verlobung kommt, trennen sie sich aber wieder und er geht zeitweise eine Beziehung mit einer Kollegin ein. Später finden beide wieder zusammen, heiraten und bekommen einen Sohn.
In weiteren Rückblicken werden verschiedene Episoden aus Groths Arbeit bei der NBR beschrieben, u. a. eine abenteuerliche Reise nach London zu einer Sport- und Jagdwaffenausstellung, eine Konfrontation mit dem späteren Minister Fritz Andermann oder seine Forderung, den Cheffotografen der Zeitschrift zu entlassen, weil er an der Bücherverbrennung 1933 beteiligt war. In der Gegenwart besucht Groth die Beisetzung des ehemaligen Pförtners der NBR, mit dessen Hilfe er einst seine Aufnahme in die SED beantragte.
Am Ende des Buches blickt Groth auf verschiedene Menschen zurück, die ihn in seinem Leben positiv und negativ prägten und zieht aus jedem Erlebnis einen lehrreichen Schluss.

## Veröffentlichungen
Das Impressum erschien erstmals 1972 bei Rütten & Loening, wo noch im selben Jahr eine zweite Auflage herausgegeben wurde. Ebenfalls 1972 publizierte der Luchterhand Literaturverlag den Roman in der BRD. Spätere Auflagen erschienen u. a. in der Büchergilde Gutenberg und dem Aufbau Verlag. Das Werk wurde auch ins Ungarische, Tschechische, Slowakische, Lettische, Estnische und Russische übersetzt.

## Kritik
Marcel Reich-Ranicki verglich Das Impressum mit Kants Die Aula und bezeichnete es als „Reprise“.
Fritz J. Raddatz hob den episodischen Charakter des Romans hervor. Trotz „gelegentlich[er] rhetorische[r] Glanzleistungen“ und einer seltenen „tiefere[n] Nachdenklichkeit“ warf er dem Autor aber vor, „kein Romancier“ zu sein und eine zu unkritische Hauptfigur gezeichnet zu haben.